# Cockburn Town

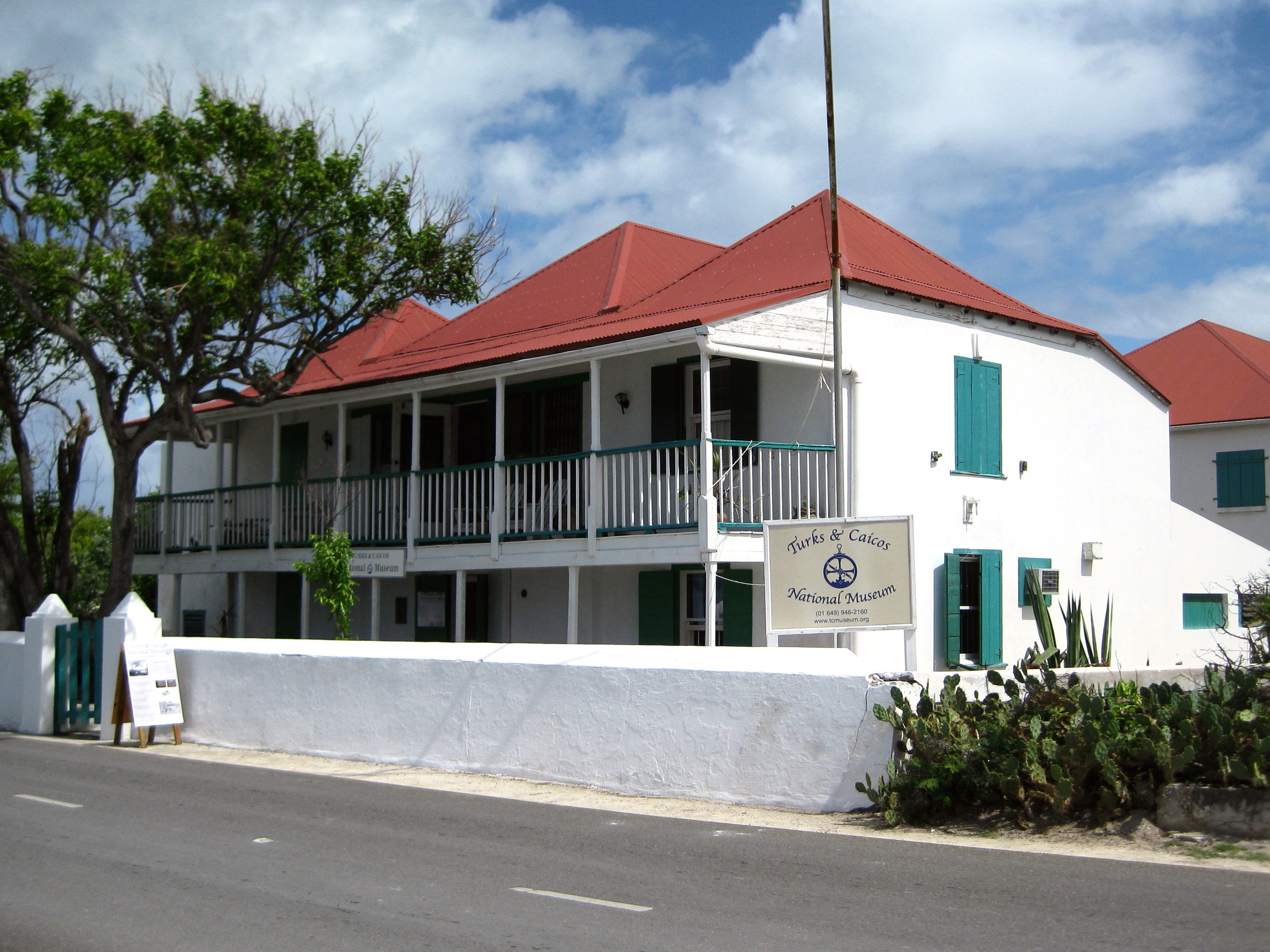
Nationalmuseum der Turks- und Caicosinseln

Cockburn Town [ˈkoʊbərn taʊn] ist die de facto Hauptstadt des britischen Überseegebiets Turks- und Caicosinseln. Sie liegt auf der Insel Grand Turk, der größten Insel der Turks-Inseln. Die Stadt wurde 1681 von Salzsammlern der Bermudas gegründet, war die erste Siedlung der Inseln und ist seit 1766 Hauptstadt des Gebietes.
Die Stadt zählt heute (Stand Juli 2016) etwa 3720 Einwohner.
Cockburn Town ist gekennzeichnet von zahlreichen Kolonialbauten, darunter das Nationalmuseum und die Post.

## Söhne und Töchter der Stadt
- Dudley Stokes (* 1962), jamaikanischer Bobfahrer und Pilot der ersten jamaikanischen Bobmannschaft